# Göran "Flygis" Sjöberg
Flygis Carl Göran Sjöberg, född 8 juni 1960, svensk före detta ishockeyspelare (forward). 
Flygis fostrades i Gävle GIK. Han var känd som spelaren med den långa klubban. Även om det gick lite långsamt på skridskorna var han först med klubban.

## Klubbar
- Gävle GIK (1976/1977-1981/1982)
- Brynäs IF (1982/1983-1983/1984)
- Strömsbro IF (1984/1985-1985/1986)
- Västerås IK (1986/1987-1990/1991)
- Team Gävle (1991/1992)